# Амортисьор
Амортисьорите са съставна част от автомобилната система за окачване и са отговорни за абсорбирането на вибрациите и ударите от пътя. Играят ключова роля в предоставянето на комфорт и контрол върху автомобила, като осигуряват стабилност при движение и управление.

## Функции на амортисьорите
1. Абсорбиране на удари и вибрации: Основната функция на амортисьорите е да поглъщат ударите и вибрациите, предавани от неравномерни повърхности на пътя. Това предпазва автомобилната конструкция, гумите и пътниците от излишни вибрации и сътресения.
2. Поддържане на контакт между гумите и пътя: Амортисьорите помагат за поддържане на постоянен контакт между гумите и пътя, което е от съществено значение за сигурността и управлението на автомобила.
3. Подобряване на управляемостта: Контролът върху автомобила се подобрява чрез амортисьорите, които предоставят стабилност при завои и спомагат за предотвратяване на наклони и качвания.

Възможност за Регулиране: Някои модели автомобили позволяват регулиране на характеристиките на задните амортисьори, което дава възможност за персонализиране на управлението и комфорта според предпочитанията на водача.
И предните, и задните амортисьори са от съществено значение за общата безопасност и предоставят комфорт при шофиране, като осигуряват оптимален баланс между управление и стабилност.

## История
Първите автомобили с амортисьори започват да се появяват през началото на XX век, когато технологичните напредъци позволяват по-сложни системи за окачване.

## Видове амортисьори
Съществуват няколко основни вида амортисьори, включително хидравлични, газови, пневматични и електронни. Всяка от тези технологии има своите предимства и недостатъци, а изборът между тях зависи от изискванията за управление, комфорт и разход на гориво.